# Aeródromo de Samara-Kriazh
El Aeródromo de Samara-Kriazh (ruso: Аэродром Кряж; código IATA , ICAO: ) es una base aérea situado a unos 10 km al sur de Samara, en el óblast de Samara, Rusia. Está a 2,5 km al sudeste de la estación ferroviaria de Kriazh, de la que toma el nombre.
El espacio aéreo está controlado desde el FIR de Samara-Kurúmoch (ICAO: UWWW).

## Pista
El aeródromo de Samara-Kriazh dispone de una pista de hormigón en dirección 02/20 de 2.125x40 m. (6.972x131 pies).

## Historia
Durante los años de la Gran Guerra Patria era uno de los aeródromos de la 1.ª aerobrigada de reserva de las fuerzas aéreas.
Durante los años 60 se basaban aquí aviones de transporte Ilyushin Il-14. Durante esa época las dotaciones del aeródromo participaron en tareas de búsqueda y rescate de los cosmonautas en su regreso a la tierra. Hasta finales de la década no se construyó la pista actual. Como durante los períodos de primavera y otoño la pista quedaba empapada, lo que la hacía impracticable, las operaciones se trasladaban al aeropuerto civil de Smyshliayevka.
El 12 de abril de 1961 partió del aeródromo el avión que transportó a Yuri Gagarin, tras su histórico viaje, entre los aeródromos de Enguels y Bezymianka.
Entre las décadas del 1970 y 1990 en el aeródromo se basaban:

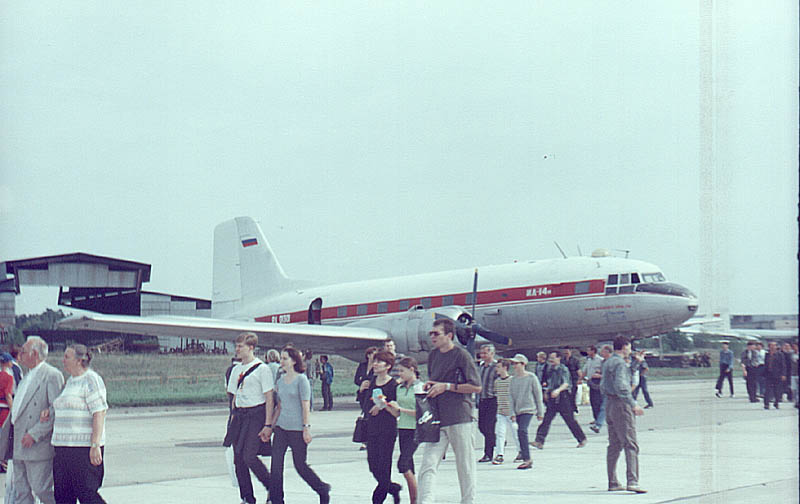
Ilyushin Il-14
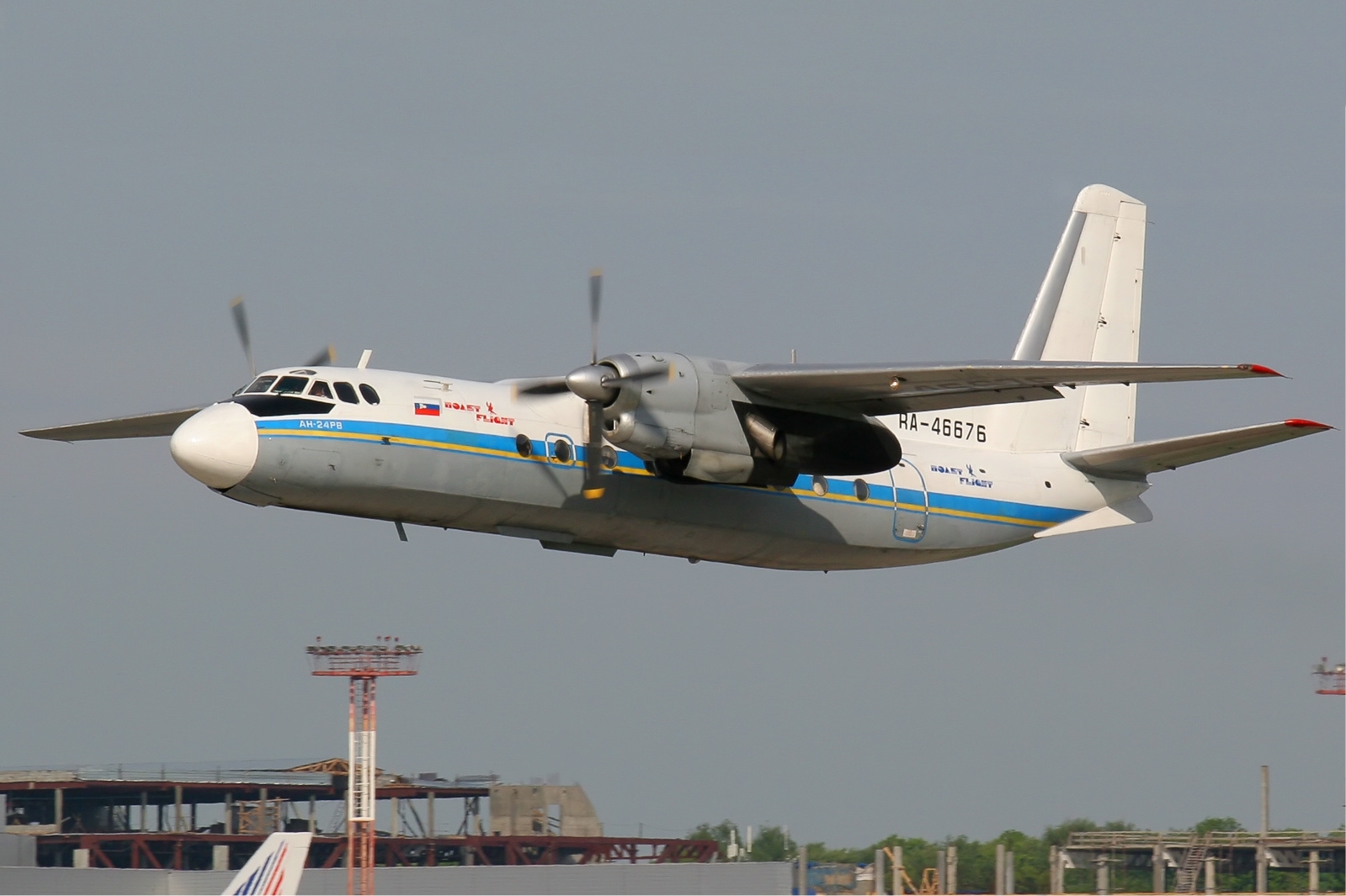
Regimiento Aéreo Mixto Especial (unidad militar 40812), entre cuya dotación se encontraban los aviones Antonov An-24, Antonov An-26, Antonov An-72, Tupolev Tu-134 y helicópteros Mil Mi-8 (en 1998 el regimiento fue disuelto).
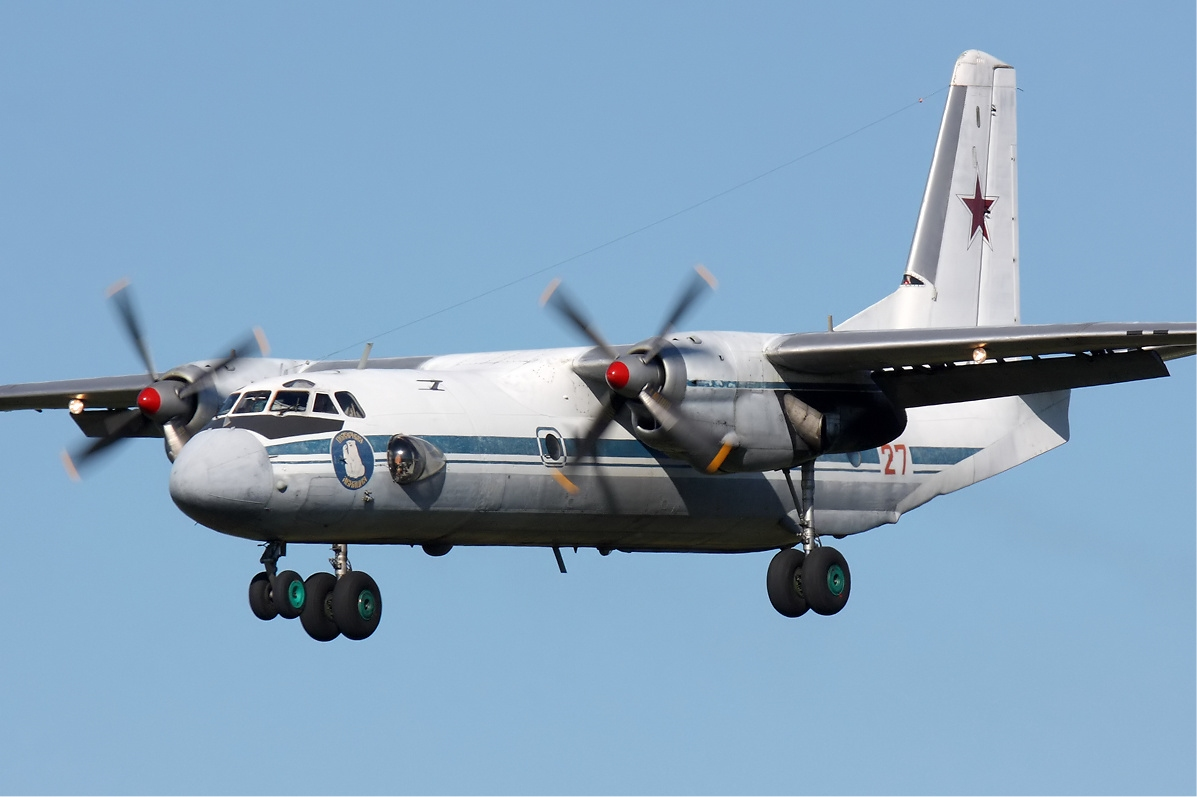
Antonov An-26
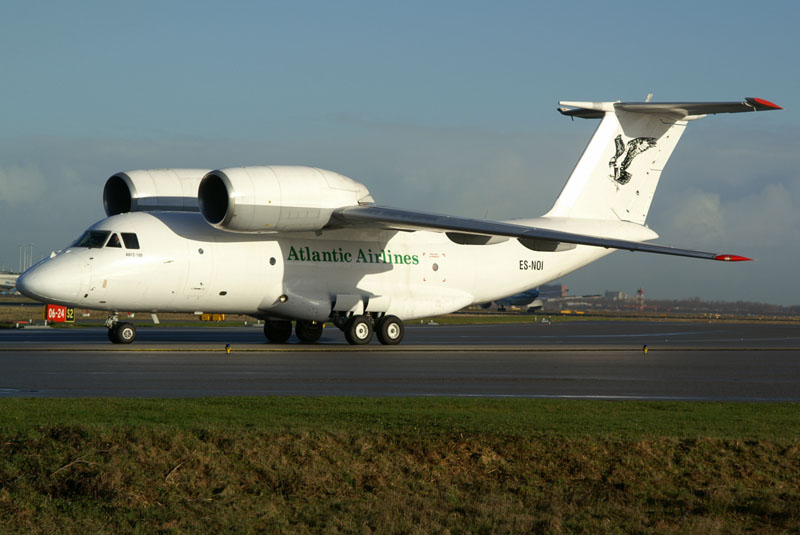
Antonov An-72
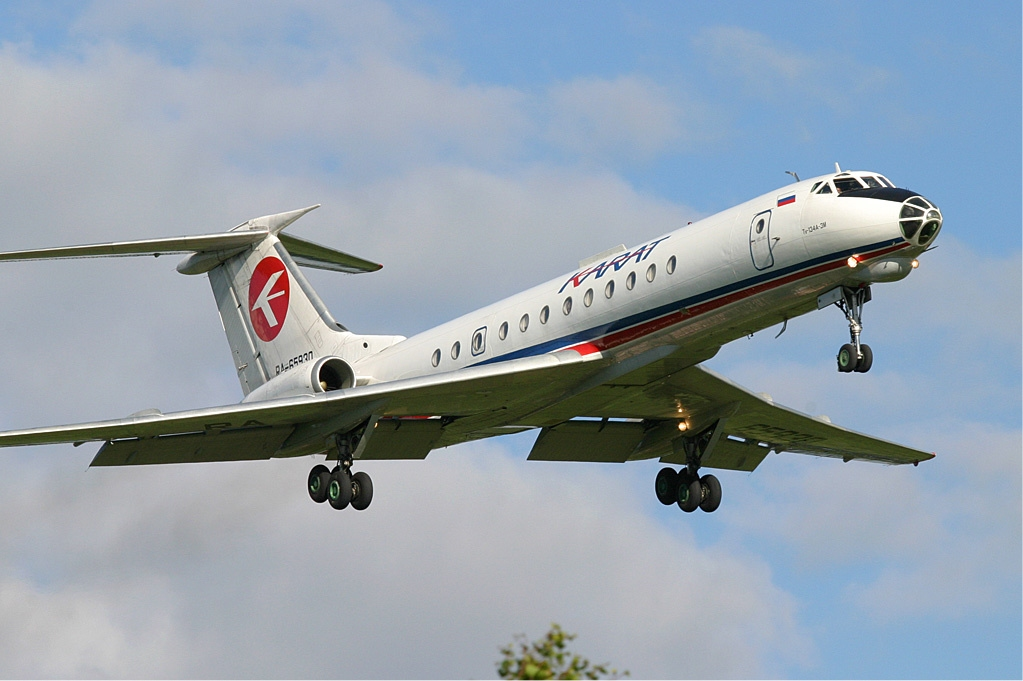
Tupolev Tu-134
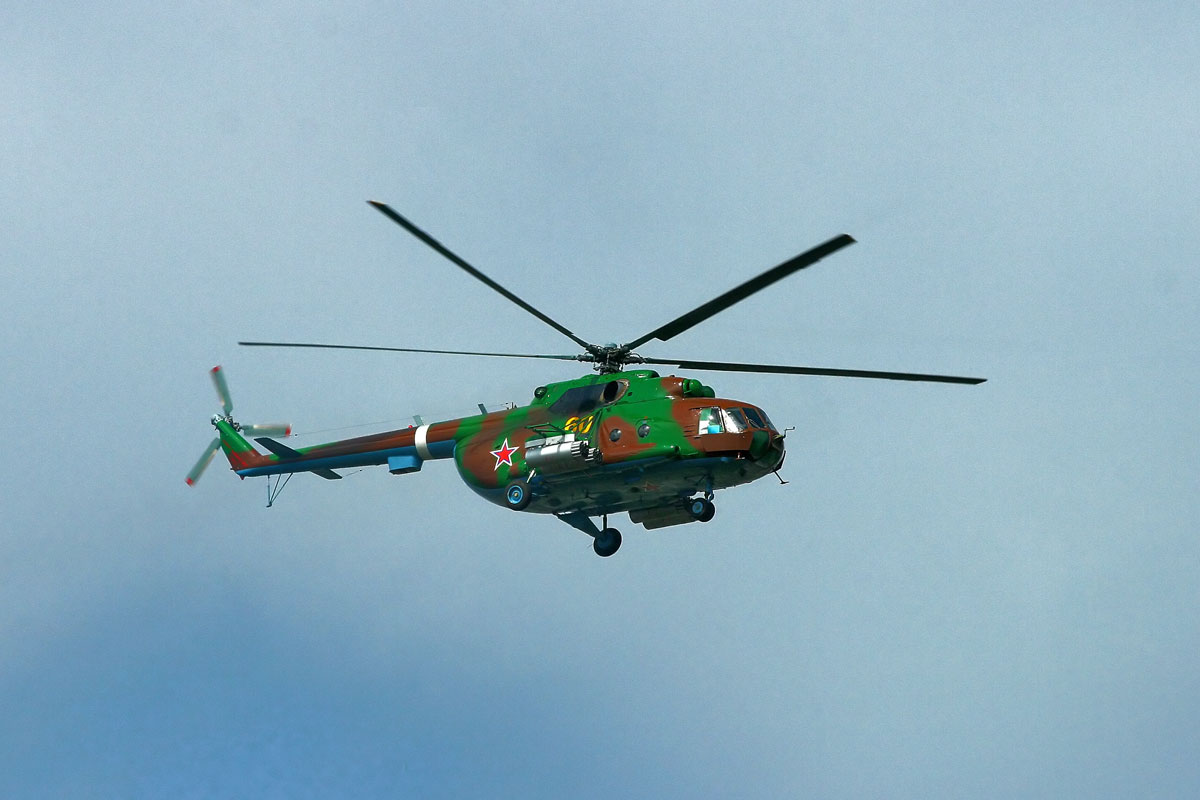
Mil Mi-8
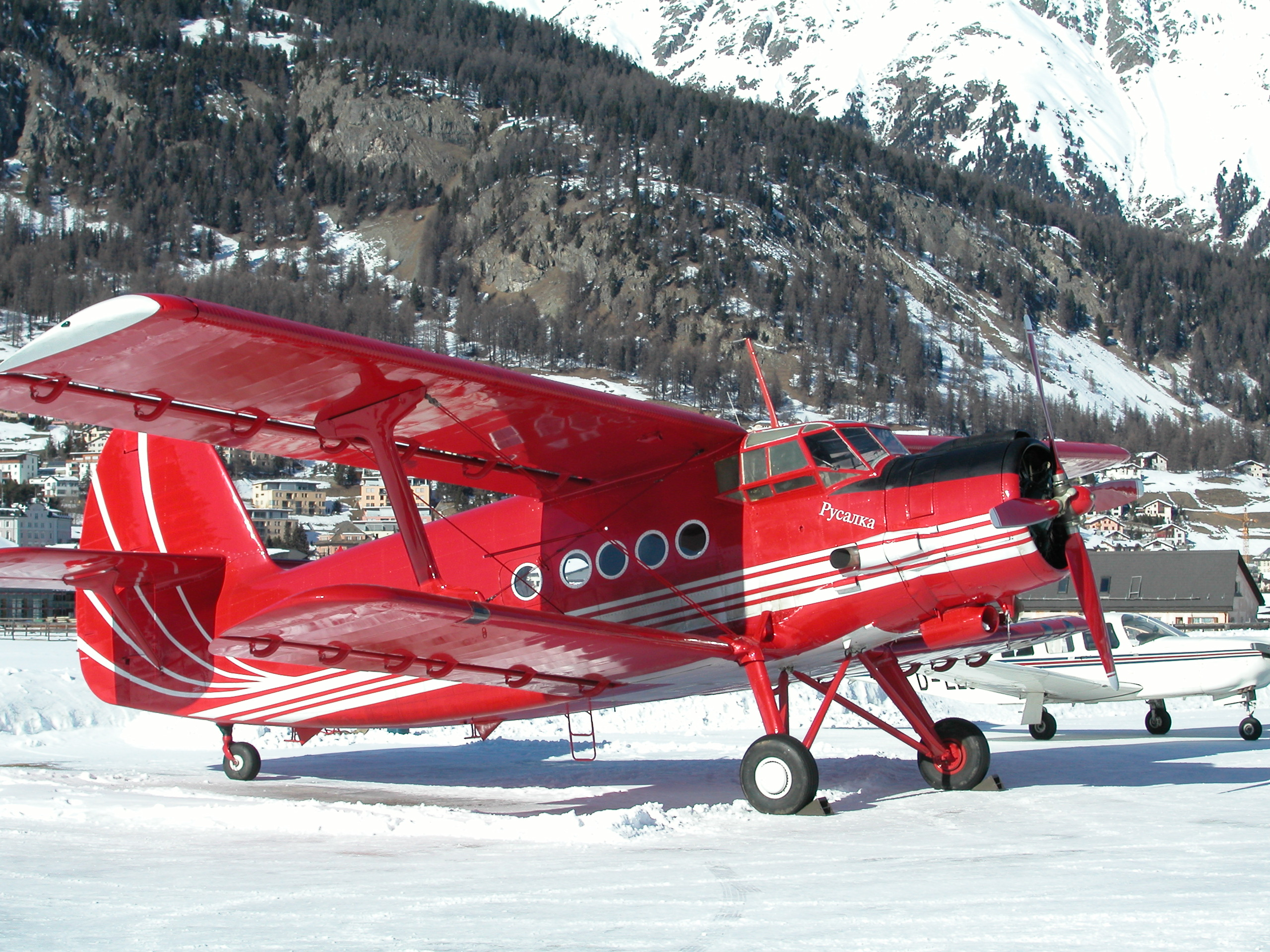
Antonov An-2
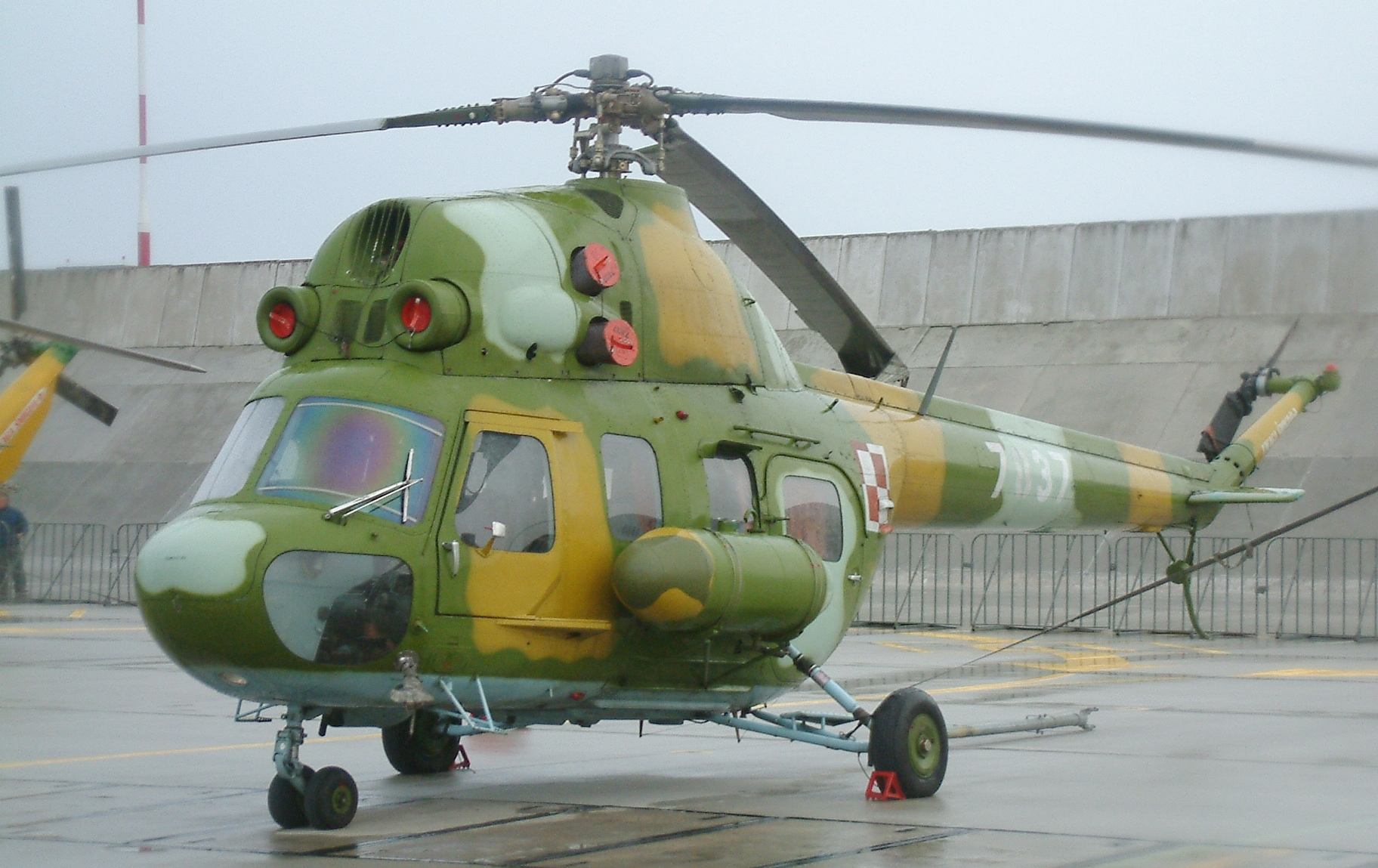
Mil Mi-2
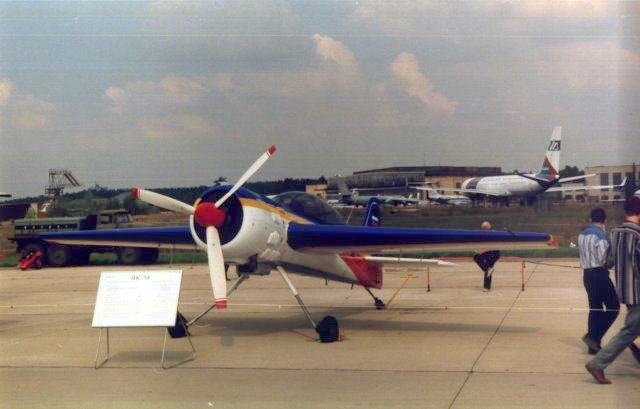
Yakovlev Yak-54
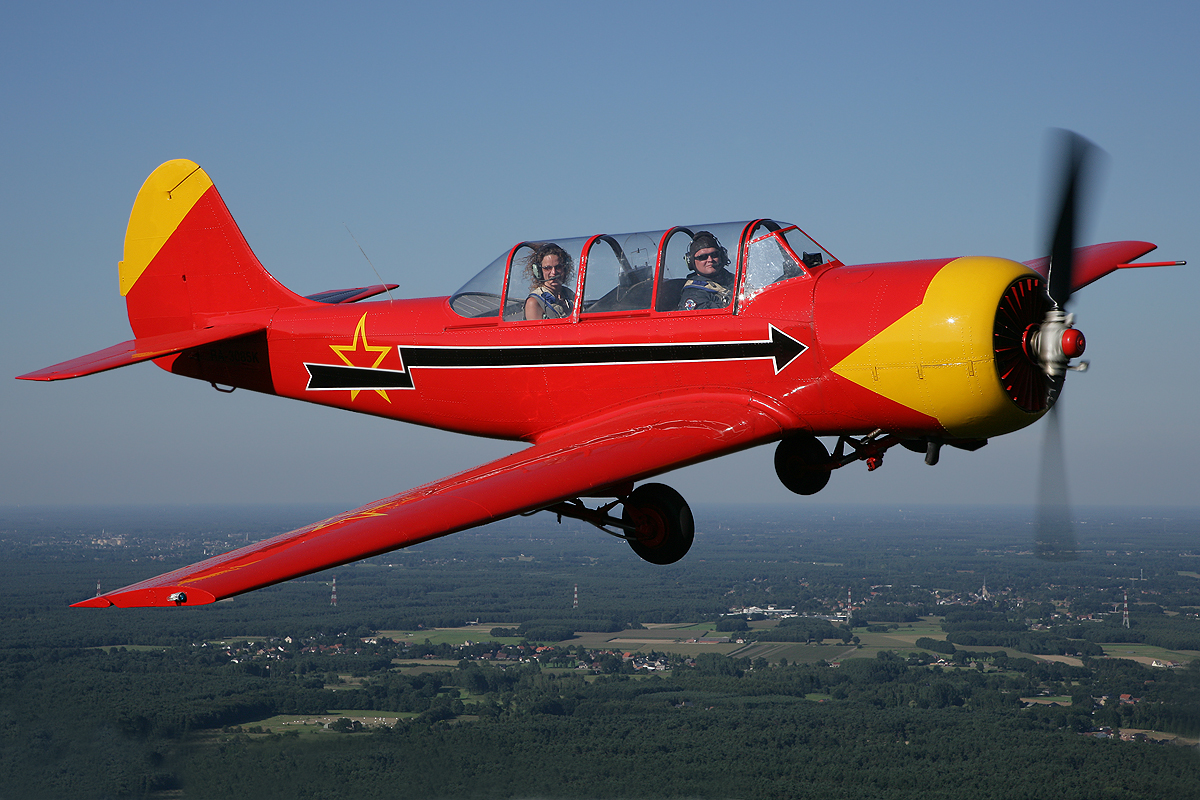
Yakovlev Yak-52

- 144-YA Escuadrilla especial de transporte aéreo de la 28 división de Defensa Aérea.

Actualmente en el aeródromo se basa el centro de aviación deportiva de las fuerzas aéreas, que cuenta con 3 aviones Antonov An-2, 9 helicópteros Mil Mi-2, 3 aviones Yakovlev Yak-54, 1 helicóptero Mil Mi-8MT, 1 helicóptero Mil Mi-8MTv2 y 1 avión Yakovlev Yak-52. Depende del Club Central Deportivo (TsSk Fuerzas Aéreas). Una parte de las aeronaves del centro se encuentra en el aeródromo de tierra de Rozhdestveno, situado a unos 15 km al norte. En el centro se realiza el ciclo completo de preparación de los deportistas-paracaidistas, desde la iniciación hasta la calificación superior, incluyendo especialización en paracaidismo de desembarco y búsqueda y rescate de las fuerzas aéreas. En estas instalaciones realiza regularmente su preparación la selección de paracaidistas deportivos de las fuerzas aéreas.